# تپه میل
تپه میل که از آن آتشکده بهرام و آتشکده ری نیز نام برده می‌شود از آثار دوره ساسانیان در شهر ری است. گمان می‌رود که این بنا آتشگاه بهرام گور بوده باشد.

## جایگاه جغرافیایی
در حدود ۱۲ کیلومتری جنوب شرقی شهر ری به سوی ورامین بر بلندای تپه‌ای پهناور در شهر قلعه‌نو ضلع شرقی روستای چاله طرخان بقایای کاخ یا آتشکده‌ای واقع است که به تپه میل مشهور گردیده و آن به سبب دو پایه بزرگ بنا می‌باشد که از دور شبیه به میل است.

## مشخصات

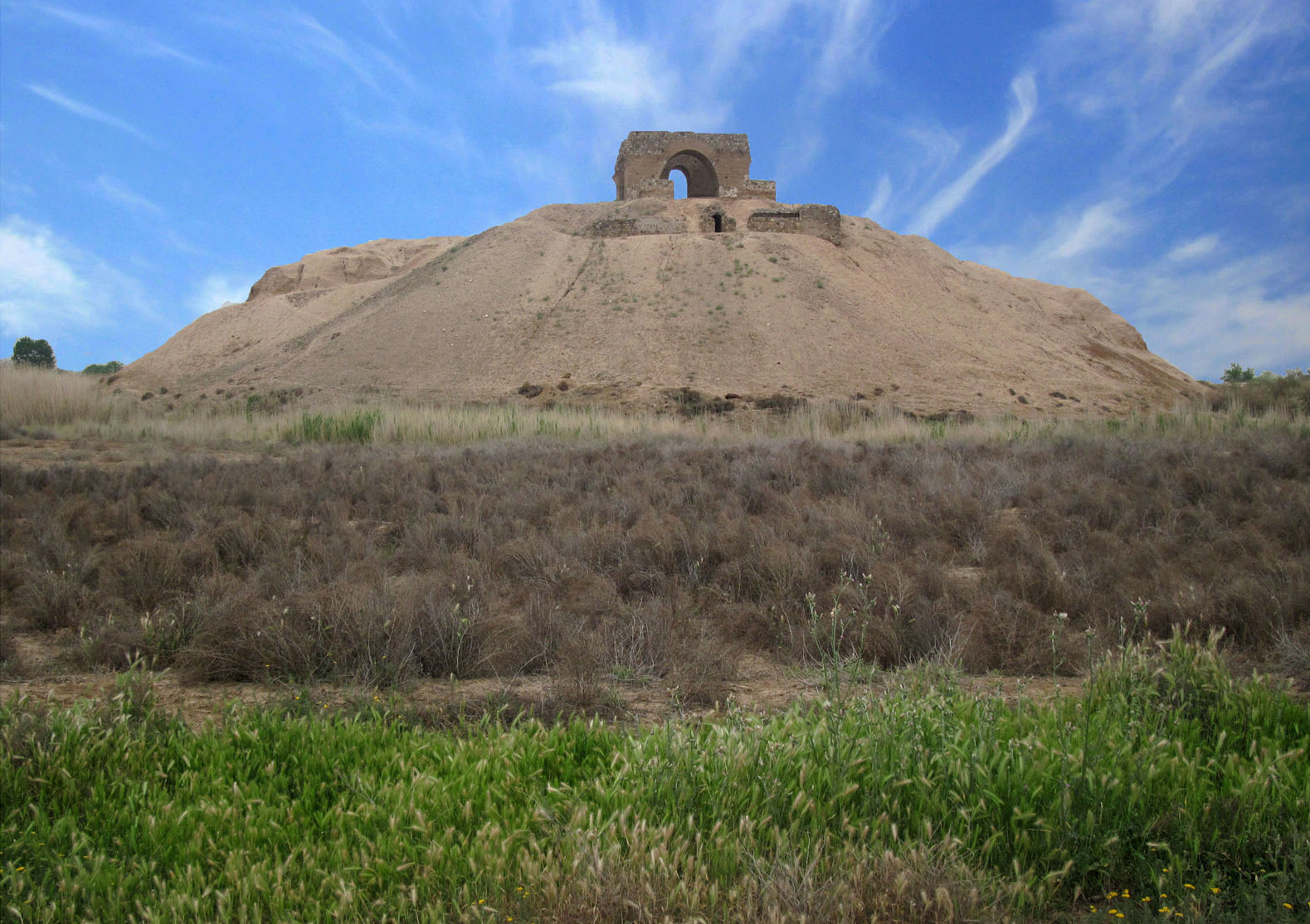
چشم‌اندازی از چهارطاقی در فراز تپه

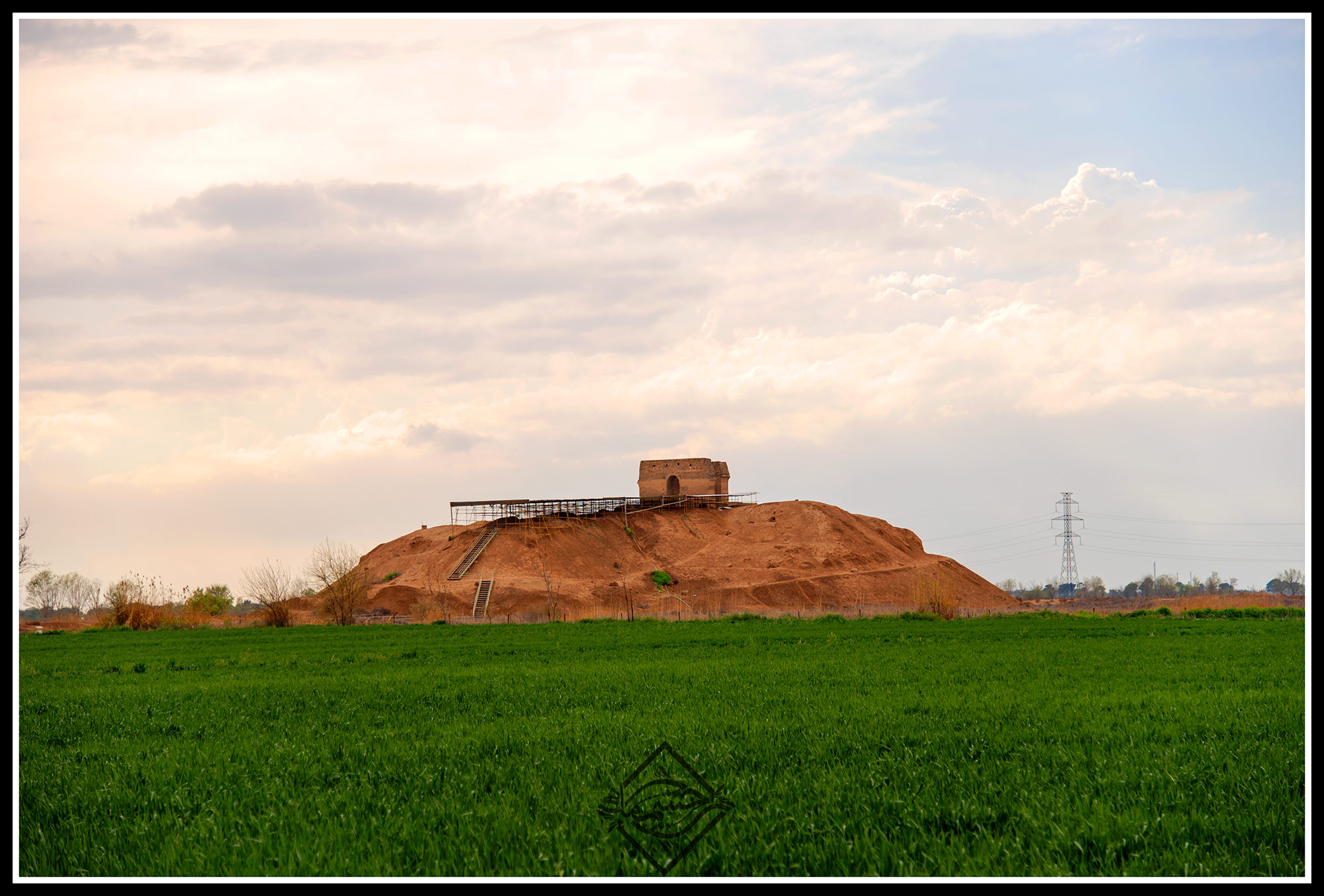

تپه میل با سنگ، ساروج، خشت و گل ساخته شده‌است. نیزارهای اطراف تپه از وجود دریاچه‌ای حکایت دارد که در گذشته در این محل وجود داشته، ولی خشک شده‌است.
بلندی تپه میل از سطح دشت اطراف ۱۸ متر است و حدود ۲۵ متر پهنا و ۲۰ متر درازا دارد. پیرامون این تپه بلند تپه‌های کم ارتفاع کوچکتر پراکنده شده که مشرف بر آنها قرار گرفته‌است. این مجموعه منطقه‌ای به وسعت ۸۰۰ در ۹۰۰ متر را شامل می‌شود. بر بالای تپه، بنای اصلی آتشکده در راستای شرقی غربی برپاست، طرح کلی بنا، تالار ستون داری بوده با دو ردیف ستون چهارگوشه سه تایی که عملاً به ۳ بخش تقسیم شده‌است.

## معماری
جهت بنا به صورت شرقی و غربی است و در جبهه شرقی ایوانی با چهار ستون مدور بوده‌ است. بخشی از بنای آتشکده ری در زمان حمله اسکندر به ایران خراب شد و تنها قسمتی از بنای چهارطاقی و زیبای این آتشکده به صورت دو میل باقی‌ماند. بیشتر قسمت‌های غربی بنا از میان رفته، در بخش زیرین مجموعه یک راهروی کم پهنا وجود دارد که سراسر طول بنا را طی می‌کند. بقایای معماری تپه معماری میل دارای ساختاری، تشکل از گل، خشت، لاشه سنگ، گچ و از نظر دیرینگی متعلق به دوره تخگیان (حدود ۱۸۰۰ سال پیش) است و به آتشکده بهرام گور نیز معروف است.
آنچه از پوشش بنا در زمان حاضر بر جاست، یک جفت قوس هلالی با نقطه بیضی است، در راستای محور اصلی تالار، راهروی کم عرض تونل مانندی سراسر طول تالار را از زیر طی می‌کند که از منتهی‌الیه غربی، راهروی هم عرض دیگری بر آن عمود می‌شود و ورودی اصلی راهروی زیرین در جبهه شرقی، زیر ایوان اصلی است.
یک بخش مرکزی عریض‌تر و دو بخش جانبی کم‌عرض‌تر، ورودی اصلی تالار آتشکده در جبهه شرقی از طریق یک ایوان چهارستونی مدور که پایه‌های سر ستون‌های آنها در گوشه‌های شمال شرقی و جنوب به شرق ایوان برپاست. تپه میل حدود ۱۲ کیلومتری جنوب شرقی حرم شاه عبدالعظیم و در ۲ کیلومتری جنوب قلعه نو بخش کهریزک روستای چال ترخان در شهرستان ری بر فراز تپه‌ای بلند قرار دارد.

## کاوش‌ها و بازسازی
نخستین بار در سال ۱۹۱۳ میلادی «ژاک دو مورگان» فرانسوی این آتشکده و سازه‌های پیرامون آن را بازسازی کرد. این بنا در سال ۱۹۳۳ توسط باستان‌شناس آمریکایی به نام اریک اشمیت مورد کاوش و حفاری قرار گرفت و اخیراً فیروزه شیبانی از ایران کار حفاری آن را پیگیری کرده‌ است.

## نگارخانه

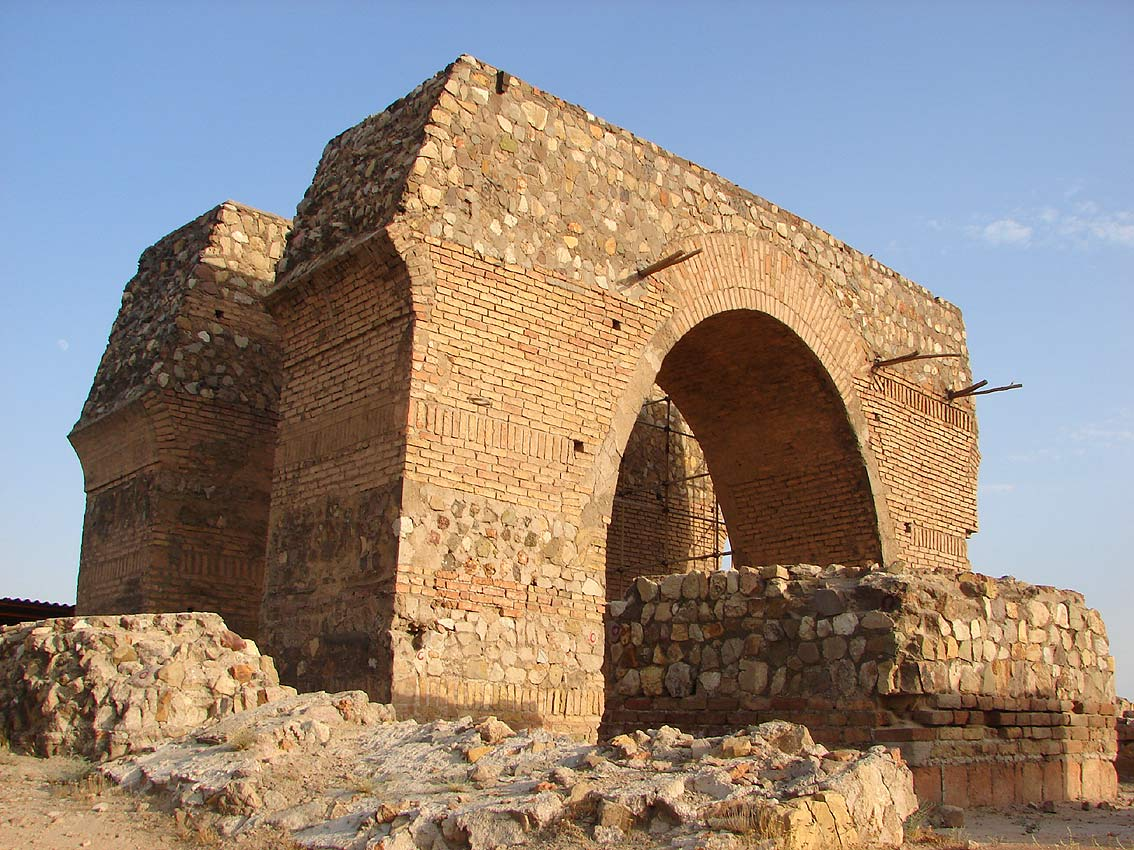
تپه میل (آتشکده بهرام)
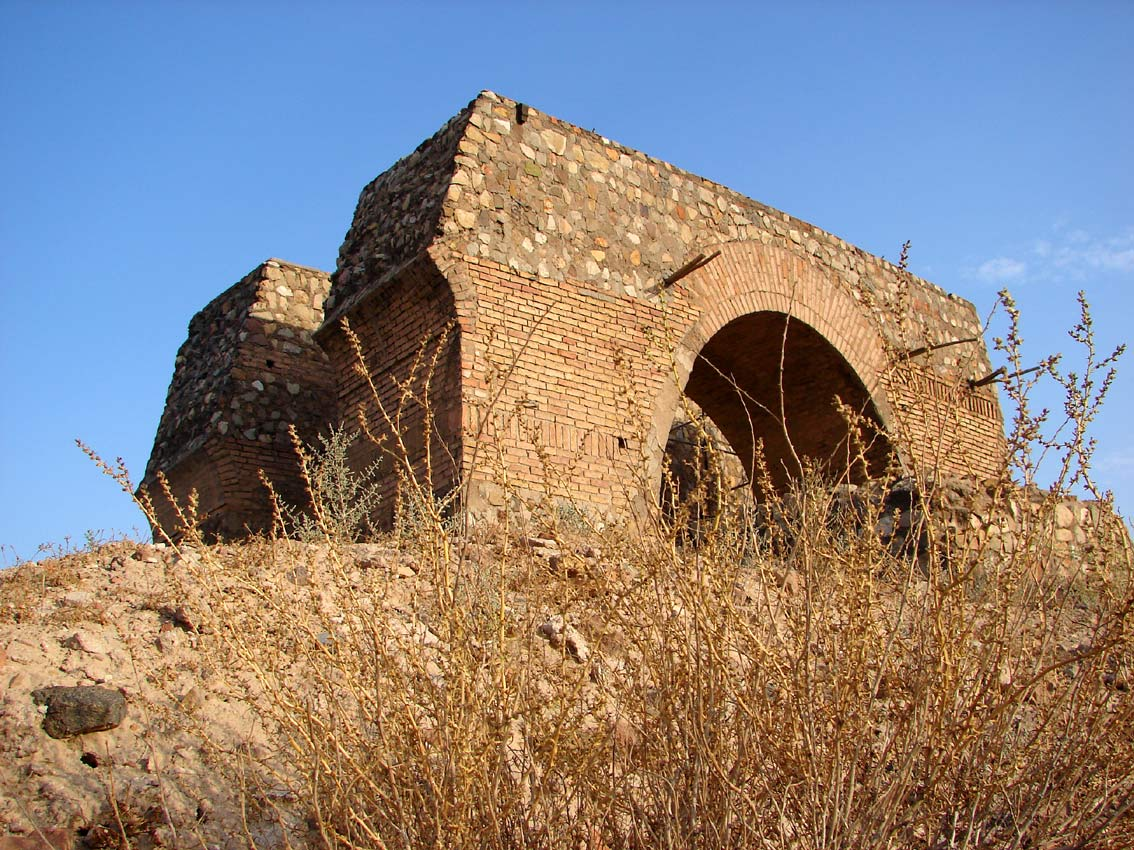
تپه میل (آتشکده بهرام)
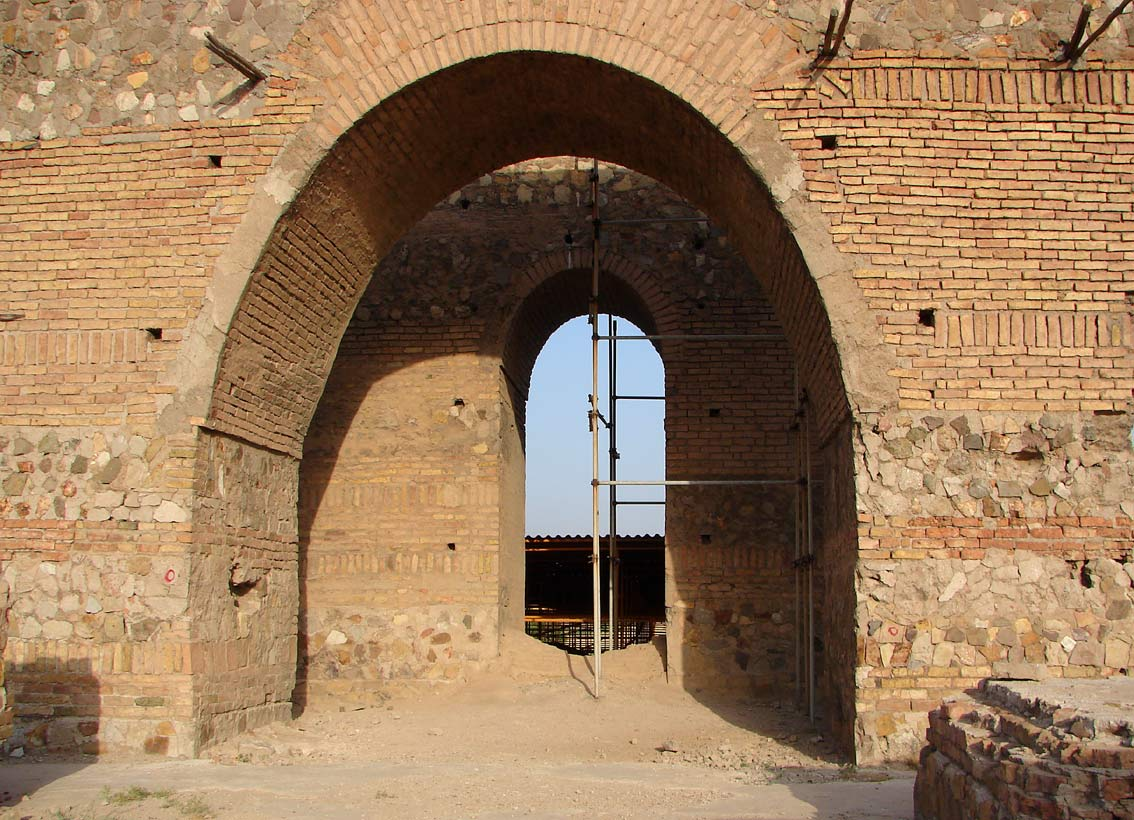
تپه میل (آتشکده بهرام)
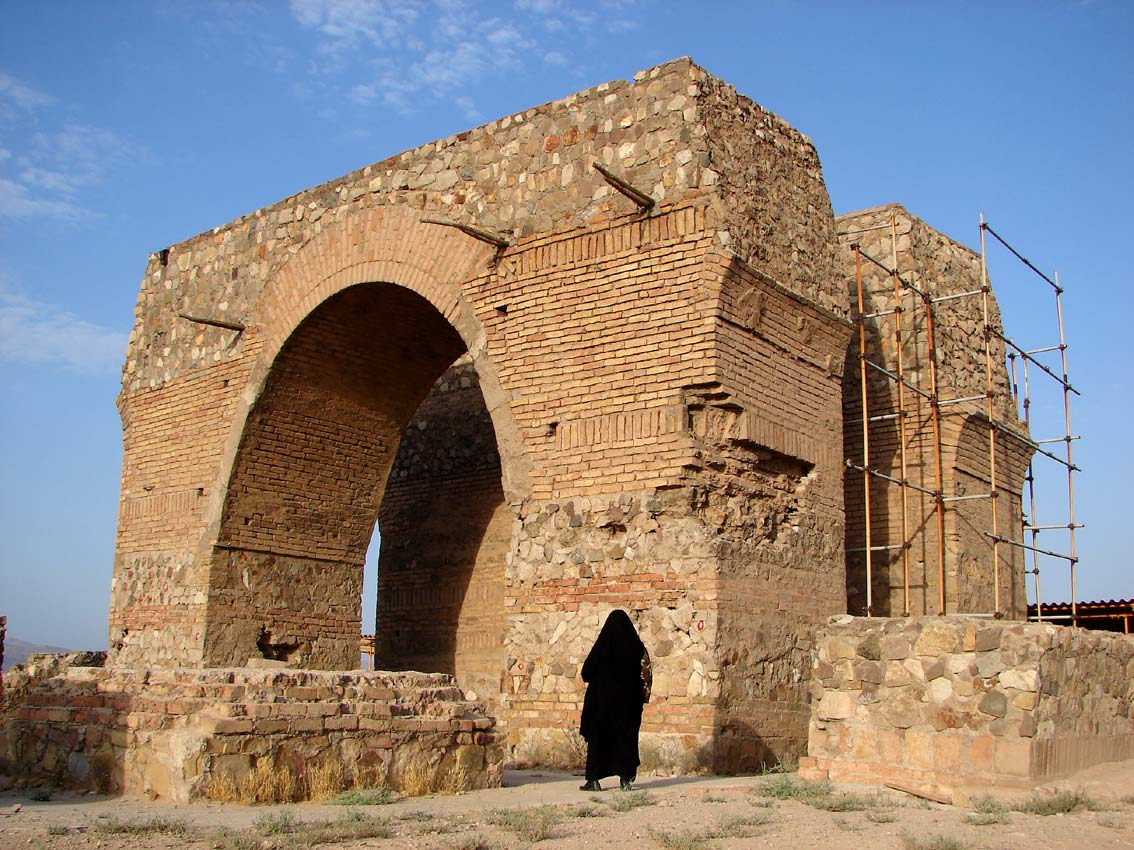
تپه میل (آتشکده بهرام)
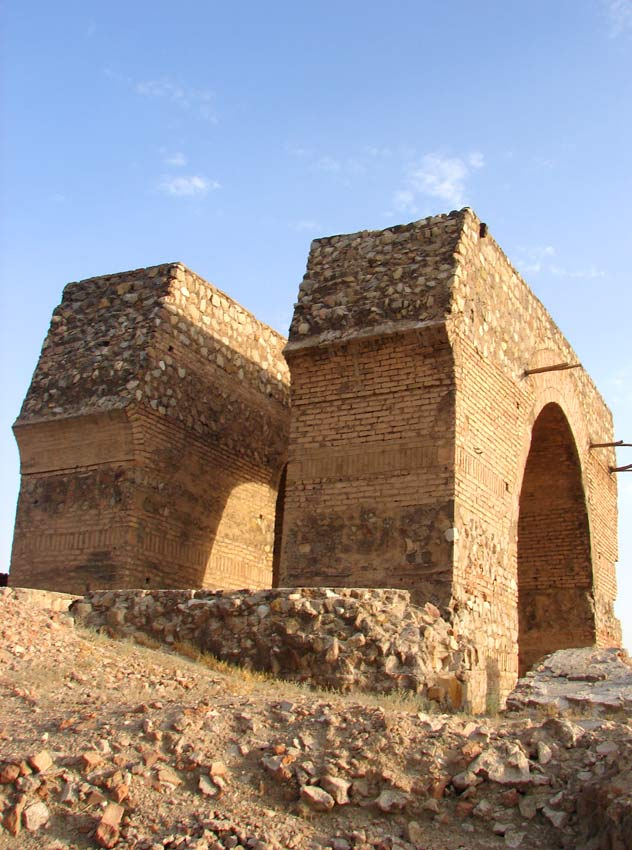
تپه میل (آتشکده بهرام)
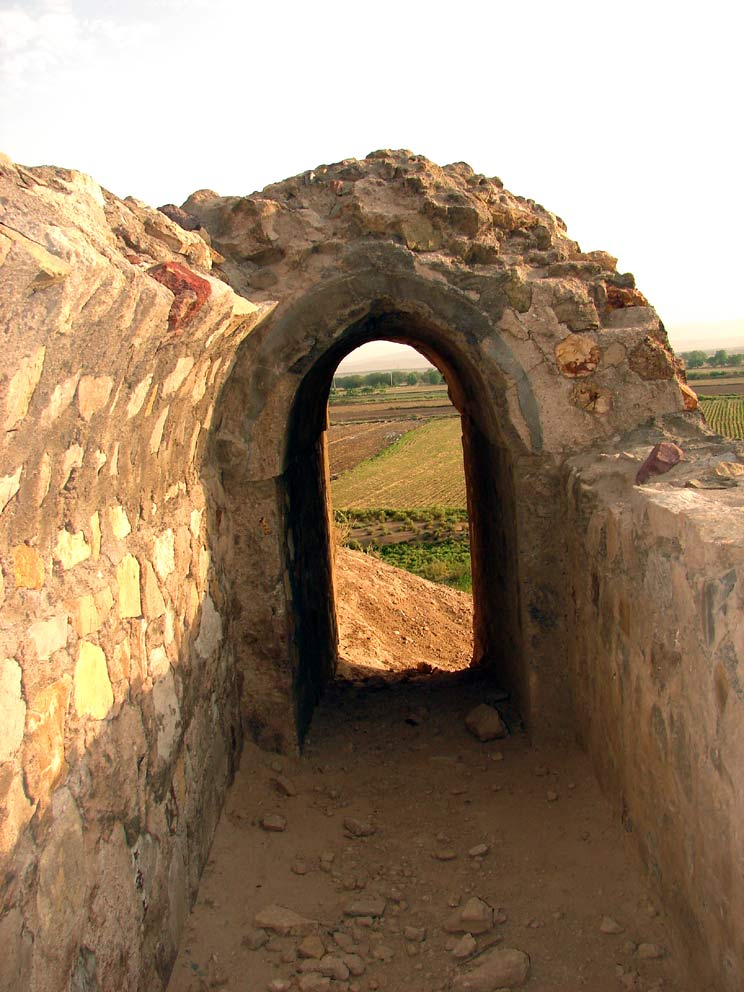
یکی از ورودی‌های قسمت زیرین بنا
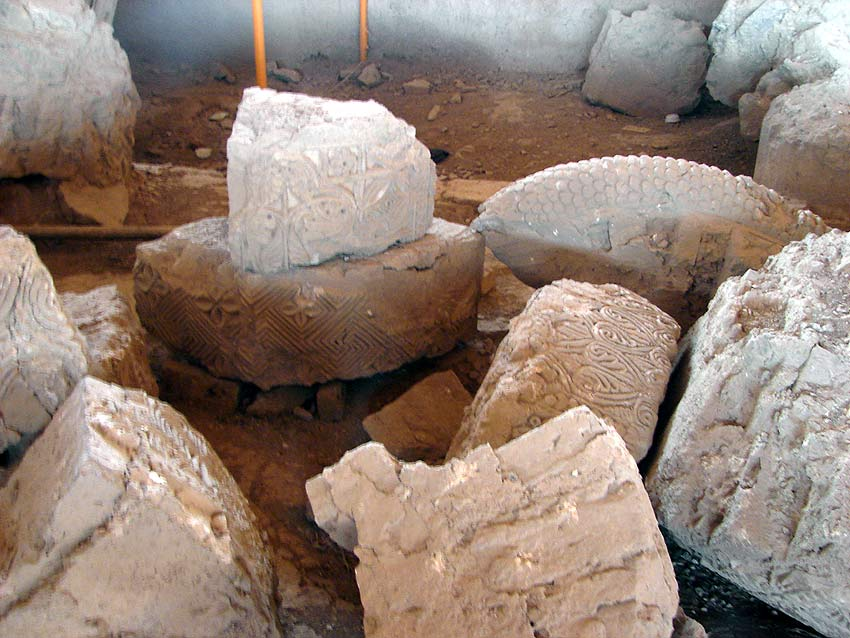
بخش‌های کشف شده از قسمت زیرین بنا
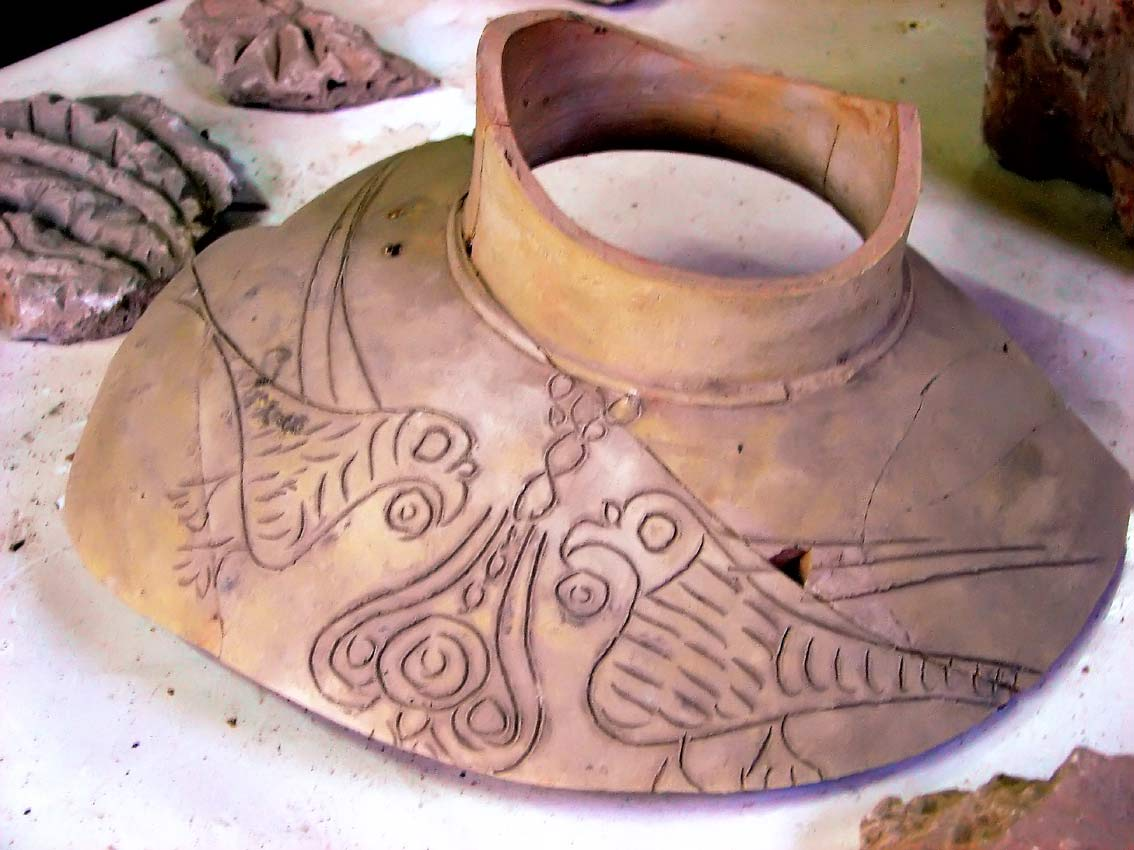
کوزه کشف شده از بنا
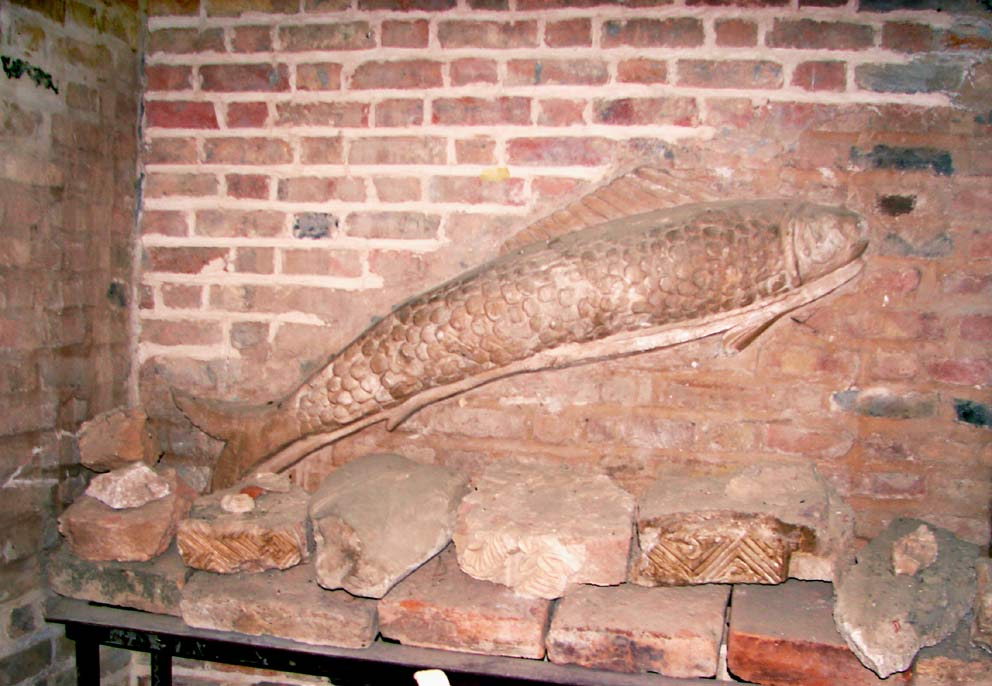
نقش ماهی بر روی دیوار بنا
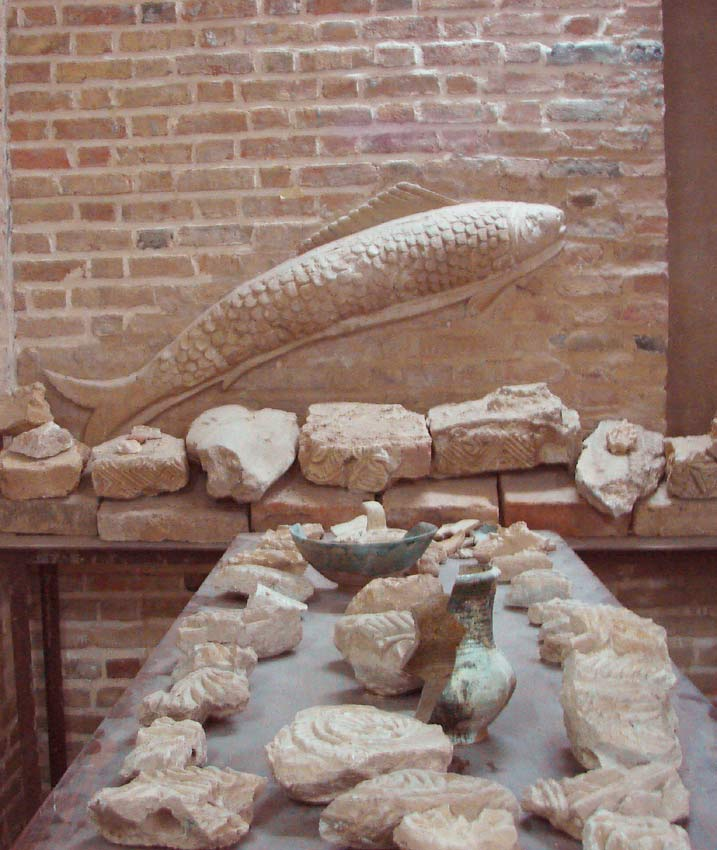
نقش ماهی و کشفیات دیگر از تپه میل
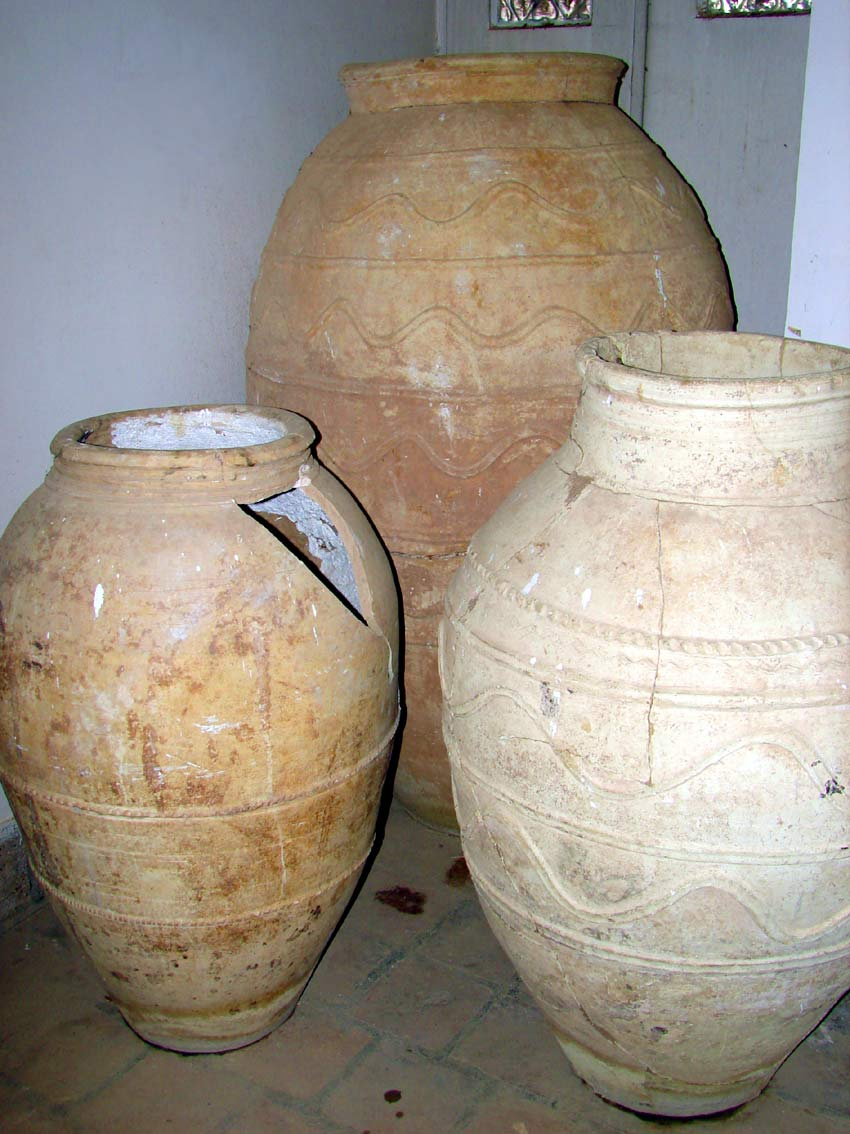
کوزه‌های بزرگ کشف شده از بنا
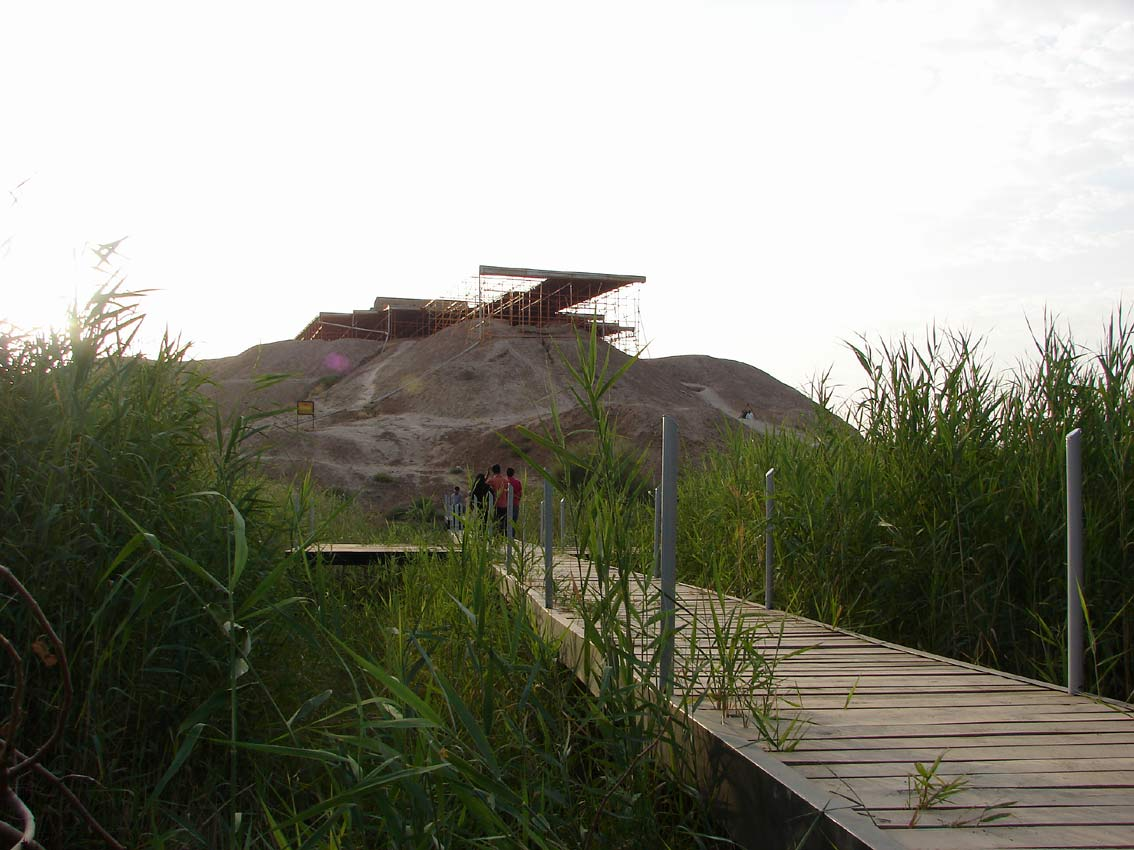
دورنمایی از تپه میل